# Eiskunstlauf-Europameisterschaft 1927
Die 26. Eiskunstlauf-Europameisterschaft fand 1927 in Wien statt.

## Ergebnis

### Herren
| Platz | Sportler       | Land            |
| ----- | -------------- | --------------- |
| 1     | Willy Böckl    | Österreich      |
| 2     | Hugo Distler   | Österreich      |
| 3     | Karl Schäfer   | Österreich      |
| 4     | Ernst Oppacher | Österreich      |
| 5     | Paul Franke    | Deutsches Reich |

## Quelle
- European figure skating championships 1922–1929. Skatabase, archiviert vom Original am 28. August 2008; abgerufen am 18. Mai 2018 (englisch).